# Xã Honey Creek, Quận Vigo, Indiana
Xã Honey Creek (tiếng Anh: Honey Creek Township) là một xã thuộc quận Vigo, tiểu bang Indiana, Hoa Kỳ. Năm 2010, dân số của xã này là 17.179 người.